# Dănești (okręg Marmarosz)
Dănești – wieś w Rumunii, w okręgu Marmarosz, w gminie Șișești. W 2011 roku liczyła 627 mieszkańców.